# Пщинка
Пщинка (пол. Pszczynka) — річка в Польщі, у Водзіславському й Пщинському повіті Сілезького воєводства. Ліва притока Вісли (басейн Балтійського моря).

## Опис
Довжина річки 45,26 км, найкоротша відстань між витоком і гирлом — 38,82 км, коефіцієнт звивистості — 1,17. Річку формують притоки, багато безіменних струмків, загати; частково каналізована.

## Розташування
Бере початок у місті Ястшембе-Здруй. Тече переважно на північний схід через Варшовиці, місто Пщину, у селі Єдліні впадає в річку Віслу.

## Галерея

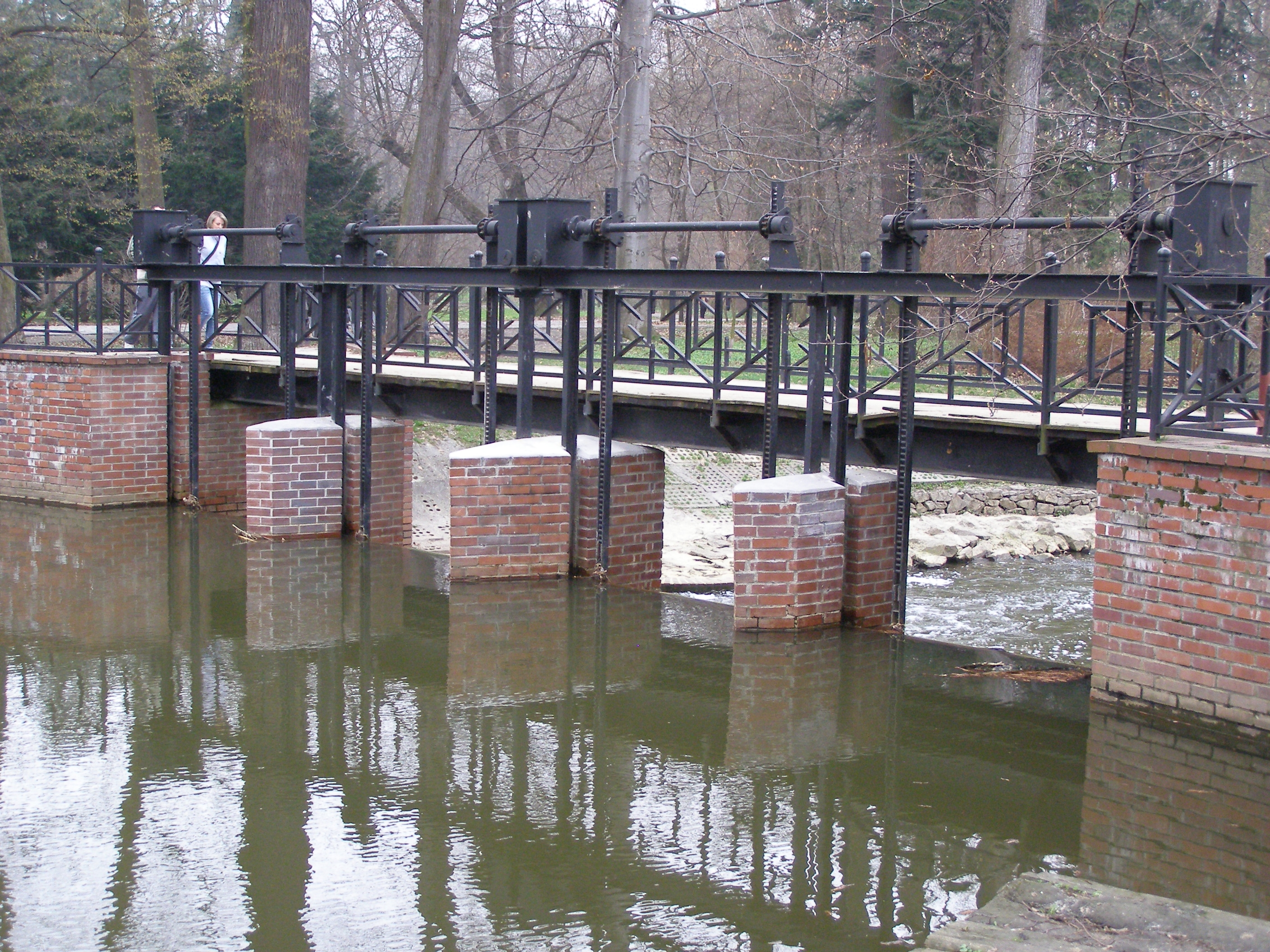
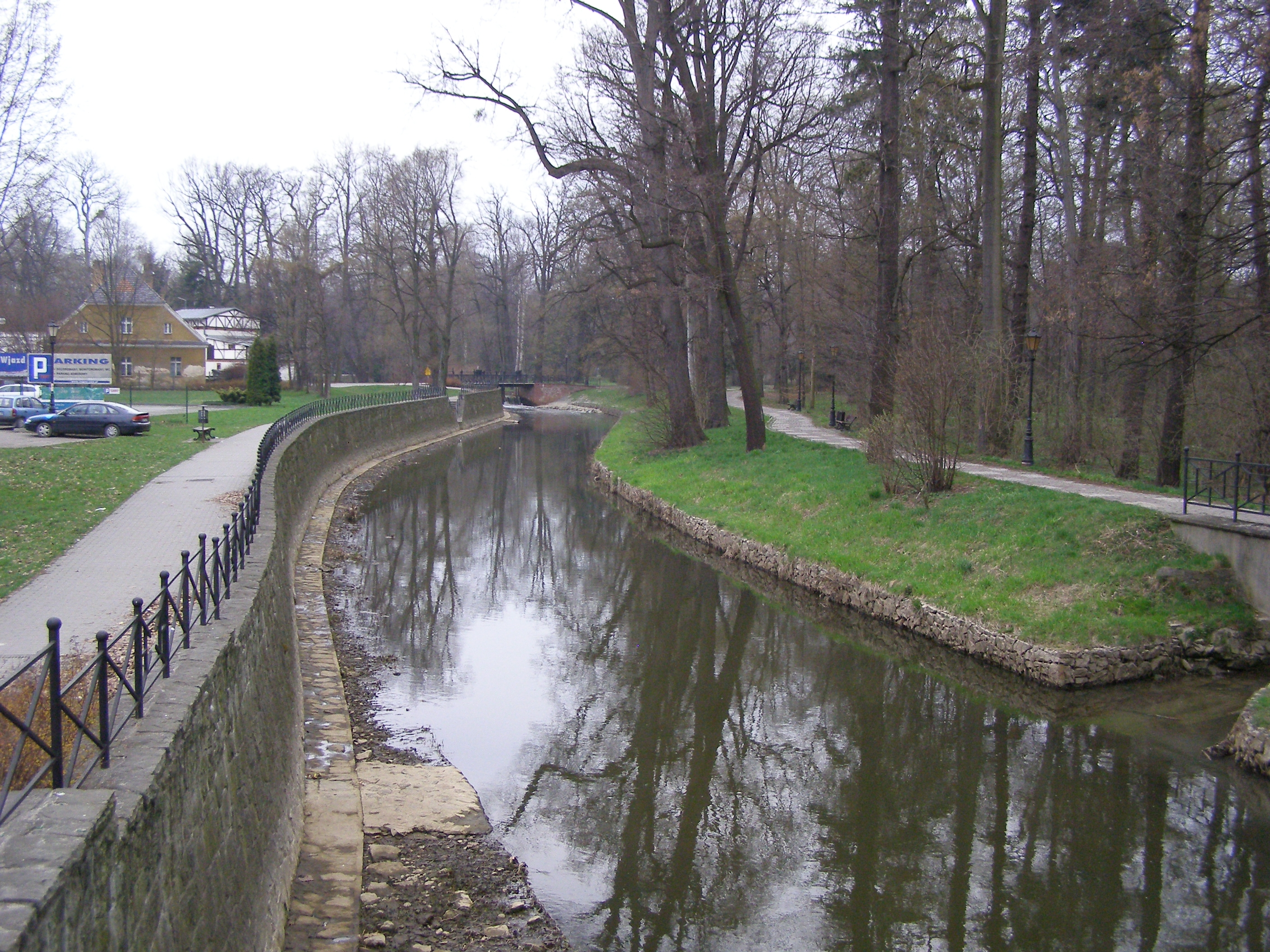
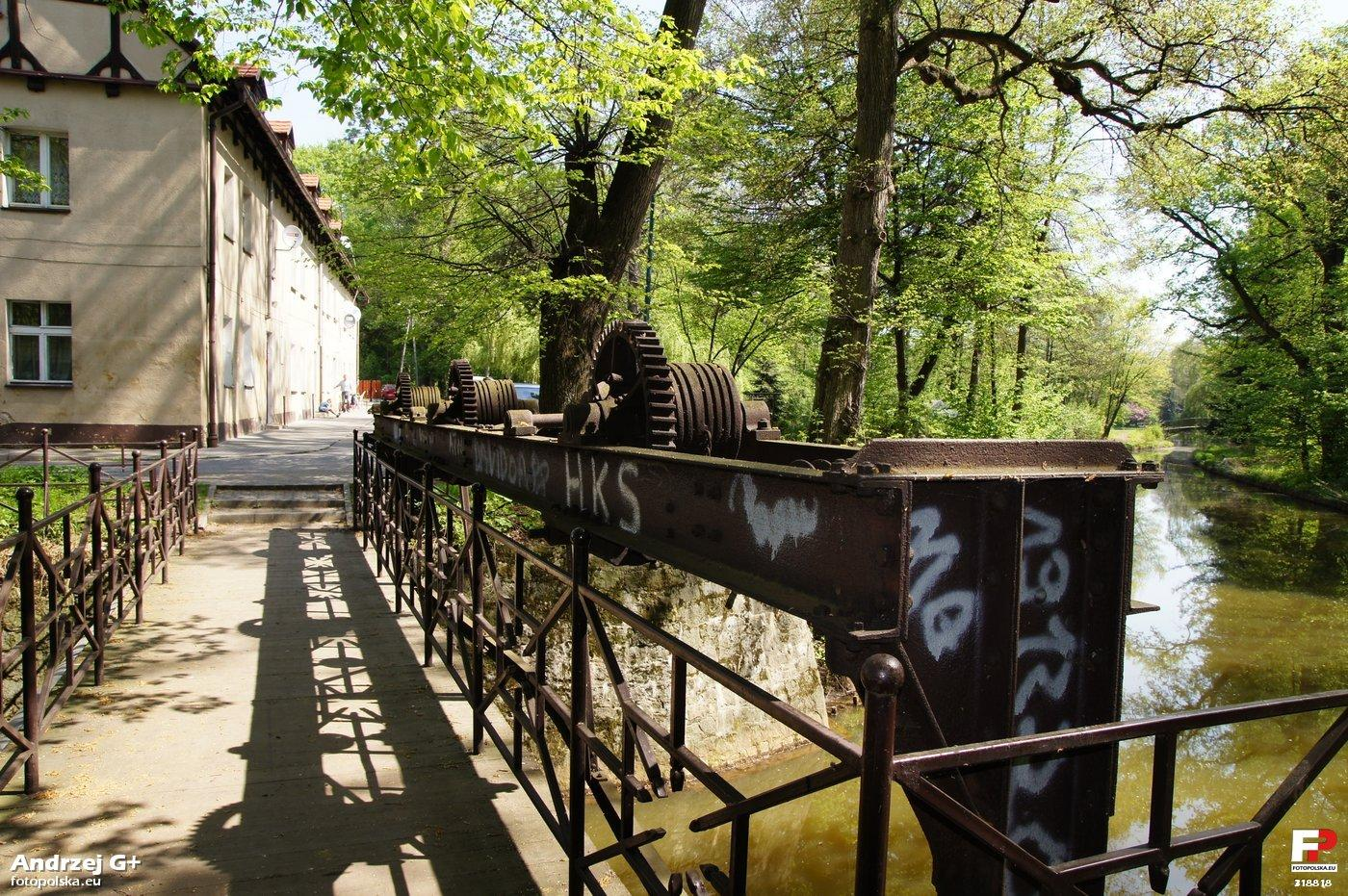
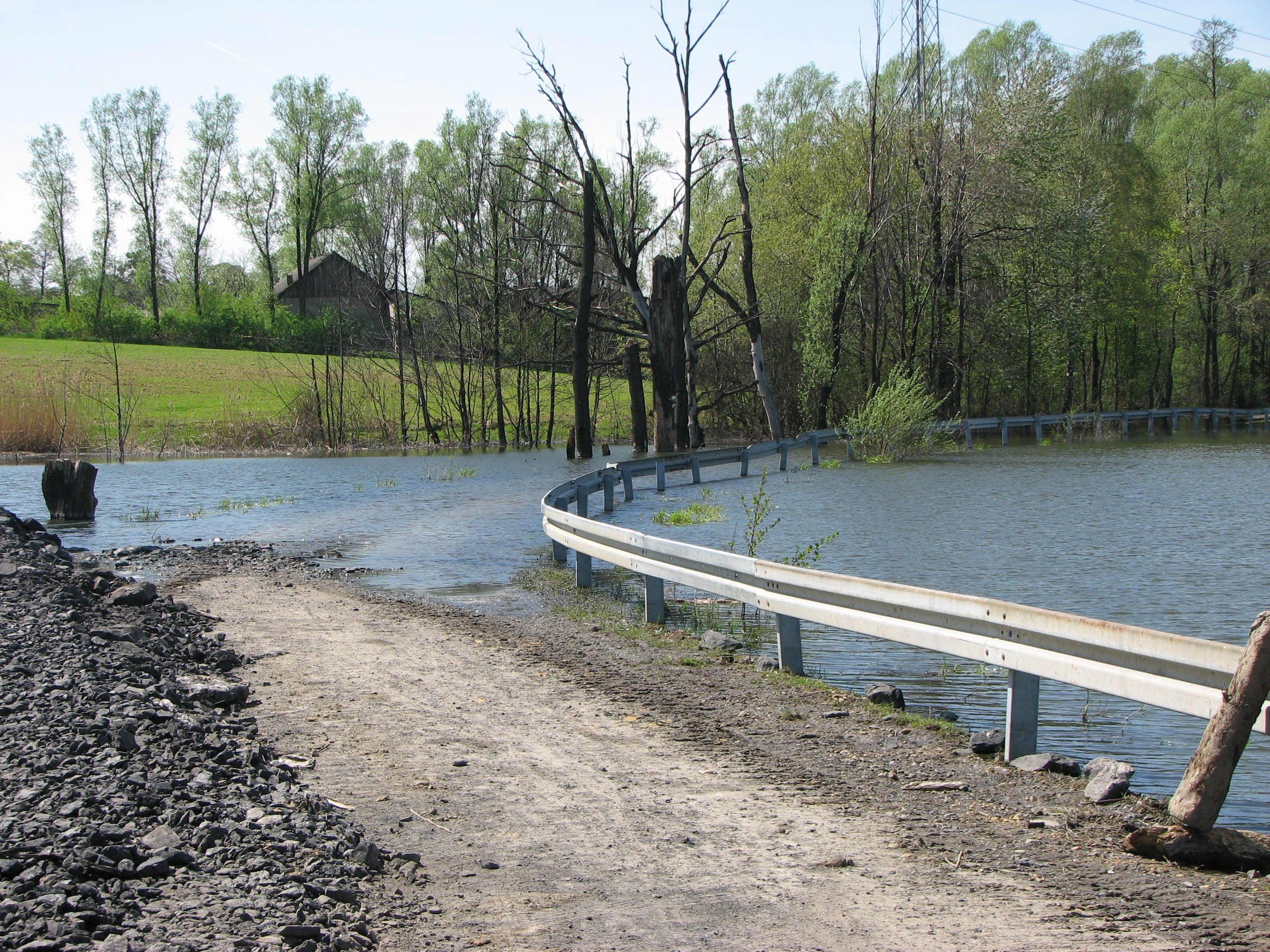

## Цікавий факт
- У селі Варшовицях річку перетинають автошлях 81 та залізниця. На правому березі річки за 6,12 км розташована залізнична станція Дембіна, а на лівому березі річки на відстані приблизно 6,59 км — станція Жори.